# 富勒姆鐵路橋
富勒姆鐵路橋（英語：Fulham Railway Bridge），位於英國倫敦，是一條橫跨泰晤士河的鐵路橋。大橋位於普特尼橋旁邊，被倫敦地鐵区域线使用，以连接帕特尼橋站和東帕特尼站，行人亦可使用大橋徒步過河。

## 歷史
橋樑為桁架梁結構，長418米，由伊桑巴德·金德姆·布鲁内尔的前助手威廉·雅各布（William Jacomb）設計，1889年啟用。

## 伸延閱讀
- Chris Roberts: Cross River Traffic: A history of London's Bridges, Granta 2006 ISBN 1-86207-884-X, ISBN 978-1-86207-884-0

## 外部連結
- Structurae数据库中Fulham Railway Bridge的数据

51°27′57″N 0°12′35″W / 51.46583°N 0.20972°W